# Oswald Hanfling
Oswald Hanfling (21 décembre 1927 – 25 octobre 2005) est un philosophe britannique qui travaille de 1970 jusqu'à sa mort à l'Open University au Royaume-Uni.

## Enfance
Oswald Hanfling est né à Berlin en 1927. Ses parents sont juifs et lorsque leur entreprise est vandalisée lors de la Nuit de Cristal en 1938, il est envoyé en Angleterre par Kindertransport et vit à Bedford dans une famille d'accueil. Après la Seconde Guerre mondiale, il retrouve sa famille en Israël, avec l'aide de la Croix-Rouge.
Hanfling quitte l'école à 14 ans pour devenir un « garçon de bureau ». Pendant les 25 années suivantes, il travaille dans les affaires, dirigeant finalement sa propre agence de placement pour jeunes au pair.

## Éducation
Ennuyé par les affaires, Hanfling passe un baccalauréat ès arts en philosophie par correspondance au Birkbeck College. Il termine son doctorat en 1971.

## Œuvre académique
Hanfling est nommé maître de conférences à l'Open University en 1970 et y travaille jusqu'à sa retraite en tant que professeur en 1993. Sa plus grande influence est Ludwig Wittgenstein.

## Ouvrages
Oswald Hanfling écrit de nombreux livres, parmi :
- Logical Positivism, Blackwell, 1981,  (ISBN 978-0-631-12853-3) (his first book)
- The Quest For Meaning, Blackwell,1987,  (ISBN 978-0-631-15333-7)
- Life and Meaning: A Philosophical Reader (Editor), Blackwell, 1988,  (ISBN 978-0-631-15784-7)
- Wittgenstein's Later Philosophy, Palgrave Macmillan, 1989,  (ISBN 978-0-333-47575-1)
- Philosophical Aesthetics (Contributing Editor), Blackwell, 1992  (ISBN 978-0-631-18035-7)
- Ayer, Weidenfeld & Nicolson, 1997,  (ISBN 978-0-7538-0182-6)
- Philosophy and Ordinary Language: The Bent and Genius of Our Tongue, Routledge, 2003,  (ISBN 978-0-415-32277-5)
- Wittgenstein and the Human Form of Life, Routledge, 2002,  (ISBN 0-415-25645-3)